# Еталон насадження 1
Заповідне урочище «Еталон насадження 1» (втрачена) — об'єкт природно-заповідного фонду Сумської області України. Був створений 31 грудня 1980 року згідно з рішенням Сумського Облвиконкому № 704.

## Створення
Був оголошений рішенням Сумського Облвиконкому № 704 31.12.1980 року на землях Краснопільского лісгоспзагу (Краснопільське лісництво, квартал 111). Адміністративне розташування — Краснопільський район, Сумська область.

## Характеристика
Площа — 1,7 га.
Об'єкт на момент створення був високобонитетними сосново-ялинові насадженнями.
Вся інформація про створення об'єкту взята із текстів зазначених у статті рішень обласної ради, що надані Державним управлянням екології та природних ресурсів Сумської області Всеукраїнській громадській організації «Національний екологічний центр України».

## Скасування
Станом на 1 січня 2016 року об'єкт не міститься в офіційних переліках територій та об'єктів природно-заповідного фонду, оприлюднених на Єдиному державному вебпорталі відкритих даних. Проте ні в Міністерстві екології та природних ресурсів України, ні у Департаменті екології та природних ресурсів Сумської обласної державної адміністрації відсутня інформація про те, коли і яким саме рішенням було скасовано даний об'єкт природно-заповідного фонду. Таким чином, причина та дата скасування на сьогодні не відома.